# Phanerochaete incrustans
Phanerochaete incrustans är en svampart som först beskrevs av Speg., och fick sitt nu gällande namn av Rajchenb. & J.E. Wright 1987. Phanerochaete incrustans ingår i släktet Phanerochaete och familjen Phanerochaetaceae.   Inga underarter finns listade i Catalogue of Life.